# Robin Hood: Král zbojníků
Robin Hood: král zbojníků (anglicky Robin Hood - Prince of Thieves) je americké historické drama, které v roce 1991 natočil režisér Kevin Reynolds.

## Děj
Robin z Locksley v roce 1194 uniká ze zajetí maurů v Jeruzalémě, náhodně osvobodí i Azima. Poté se vracejí do Anglie, Azim je Robinovi zavázán za záchranu života a tak s Robinem zůstává. Po návratu na své sídlo se Robin dozvídá, že byl zabit jeho otec, když odmítl tažení proti králi Richardovi. Jeho vrahem je šerif z Nottinghamu. Dvojice přibírá Duncana, slepého sluhu, který přežil, poté co mu šerif nechal vypíchnout oči. Všichni tři se schovávají do Sherwoodského lesa, kde žijí zbojníci pod vedením Malého Johna. Robin se stává velitelem těchto zbojníků a začíná okrádat šerifa. Ani příslib velké odměny k dopadení Robina nestačí. Nakonec je šerifem unesena králova sestřenice Mariana, kterou svěřil do Robinových rukou její zemřelý bratr. A tak na hrad kde se plánuje šerifova a Marianina svatba a zároveň poprava zajatých zbojníků Robin a jeho skupina podniknou útok.

## Dabing
V roce 1992 tento film poprvé vyšel v českém jazyce pro verzi VHS a v TV JOJ ale také se vysílal i v českých kinech, kdy hlavní roli namluvil Zdeněk Mahdal a Azeema namluvil Jiří Zavřel.
V roce 1996 tento film vyšel na DVD a Blu-Ray, ale také se začal vysílat v TV Nova, TV Prima, ČT a AMC, kdy hlavní roli namluvil Vladimír Dlouhý a Azeema namluvil Pavel Rímský.
V roce 2011 tento film se začal vysílat v TV Universal Channel kdy hlavní roli namluvil opět Zdeněk Mahdal a Azeema také opět Pavel Rímský.
Též v roce 2011 vznikl nový dabing který se vysílá v TV stanici Film+ ale také i AMC tento dabing vznikl ve společnosti MGM, kdy hlavní roli namluvil Ernesto Čekan a Azeema namluvil Pavel Vondra.
V roce 2019 vznikl moderní dabing pro společnost Filmbox kdy hlavní roli opět namluvil Zdeněk Mahdal a Azeema opět Pavel Rímský.

## Obsazení
| Kevin Costner              | Robin z Locksley    |
| Morgan Freeman             | Azim                |
| Mary Elizabeth Mastrantoni | Mariana             |
| Christian Slater           | Will Scarlett       |
| Alan Rickman               | šerif z Nottinghamu |
| Geraldine McEwanová        | Mortianna           |
| Michael McShane            | Bratr Tuck          |
| Brian Blessed              | lord Locksley       |
| Michael Wincott            | Guy z Gisbornu      |
| Nick Brimble               | Malý John           |
| Soo Drouet                 | Fanny               |
| Daniel Newman              | Wulf                |
| Walter Sparrow             | Duncan              |
| Harold Innocent            | biskup              |
| Sean Connery               | Richard Lví srdce   |